# Hans Joachim Geiger
Hans Joachim Georg Geiger (ur. 7 lutego 1913 w Liebensteinie, zm. ?) – zbrodniarz hitlerowski, lekarz w podobozie KL Mauthausen-Gusen – Ebensee oraz Hauptsturmführer.
Doktor medycyny, członek NSDAP i SS. Pełnił funkcję lekarza obozowego w Ebensee od 1 kwietnia do końca maja 1944. Geiger był odpowiedzialny za fatalne warunki panujące w szpitalu tego podobozu. Więźniowie byli mordowani wówczas zastrzykami fenolu i operowani bez narkozy. Traktowano ich w nieludzki sposób, brakowało najpotrzebniejszych lekarstw, a po trzech więźniów leżało na miejscach przeznaczonych tylko dla jednej osoby.
Geiger został po zakończeniu wojny osądzony przez amerykański Trybunał Wojskowy w Dachau w piątym procesie załogi Mauthausen-Gusen. Za swoje zbrodnie popełnione w Ebensee skazany został na 20 lat pozbawienia wolności.